# Grenzweistum
Grenzweistum ist eine im Mittelalter verwendete Bezeichnung für eine Gemarkungsbeschreibung.
Ebenfalls zu der Zeit gab es ein Gewohnheitsrecht, das in einem Weistum schriftlich festgehalten wurde. In einem solchen Weistum waren die Gemarkungsbeschreibungen enthalten. Sie entstanden lange vor den ersten Gemeindegrenzenkarten.
Viele Orte und Gemeinden werden in Grenzweistümern erstmals urkundlich erwähnt, beispielsweise die Ortschaften Heddinghausen, Stranzenbach oder Dreisbach.